# Гхорагхат
Гхорагхат (бенг. ঘোড়াঘাট, англ. Ghoraghat) — город на севере Бангладеш, административный центр одноимённого подокруга. Площадь города равна 5,07 км². По данным переписи 2001 года, в городе проживало 3390 человек, из которых мужчины составляли 53,16 %, женщины — соответственно 46,84 %. Плотность населения равнялась 669 чел. на 1 км². Уровень грамотности населения составлял 34,9 % (при среднем по Бангладеш показателе 43,1 %). 